# Хађоаика (Дамбовица)
Хађоаика (рум. Hagioaica) насеље је у Румунији у округу Дамбовица у општини Титу. Oпштина се налази на надморској висини од 160 m.

## Становништво
Према подацима из 2002. године у насељу је живело 373 становника, од којих су сви румунске националности.